# Santa Maria Antica de Verona

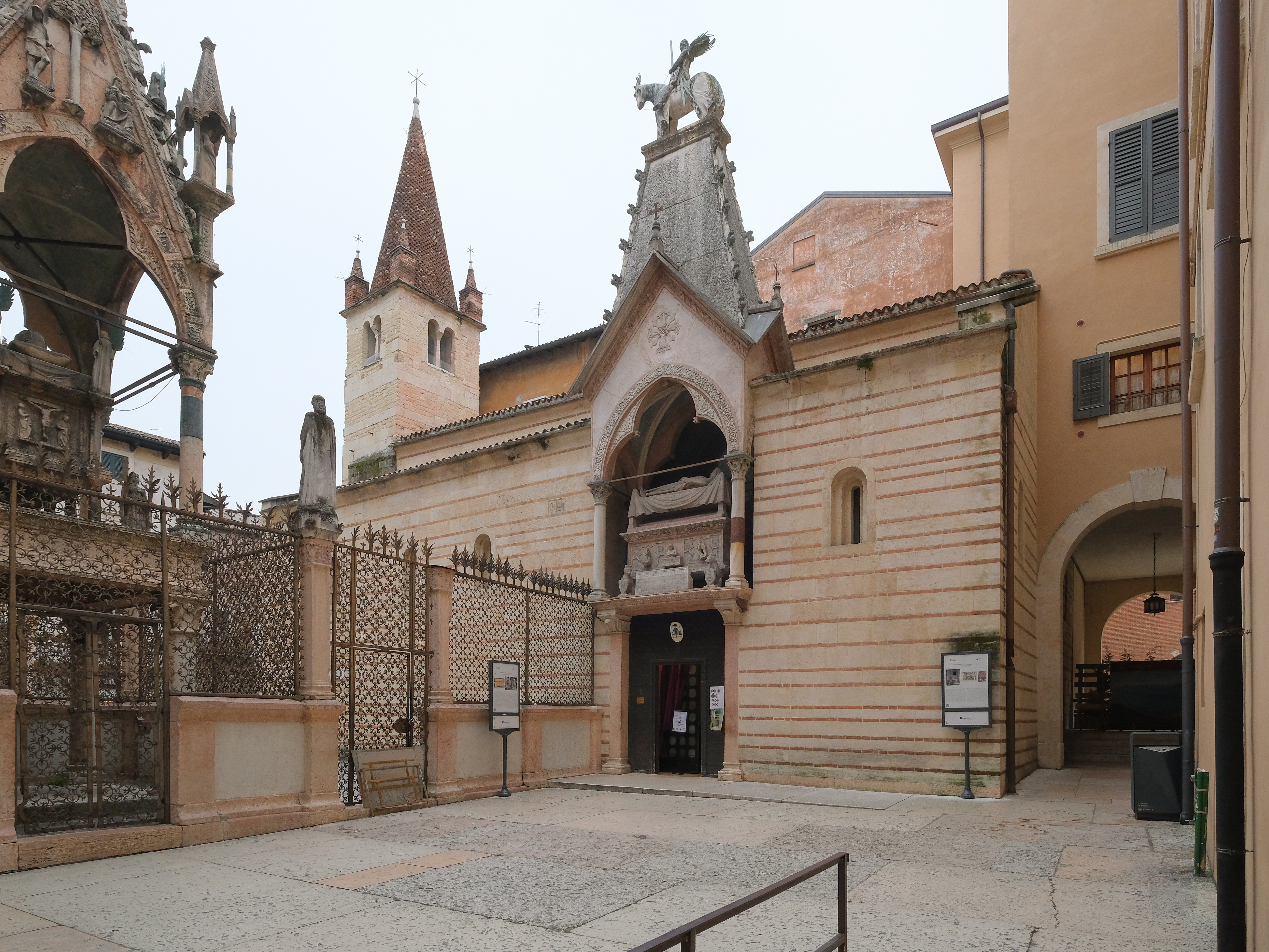
Fachada de la iglesia, en Verona.

La iglesia de Santa Maria Antica es un lugar de culto católico que se encuentra en el corazón del centro histórico de Verona, en una esquina de la Piazza dei Signori, durante siglos el centro político de la ciudad, y no lejos de la Piazza delle Erbe; es parte de la diócesis de Verona.

## Historia

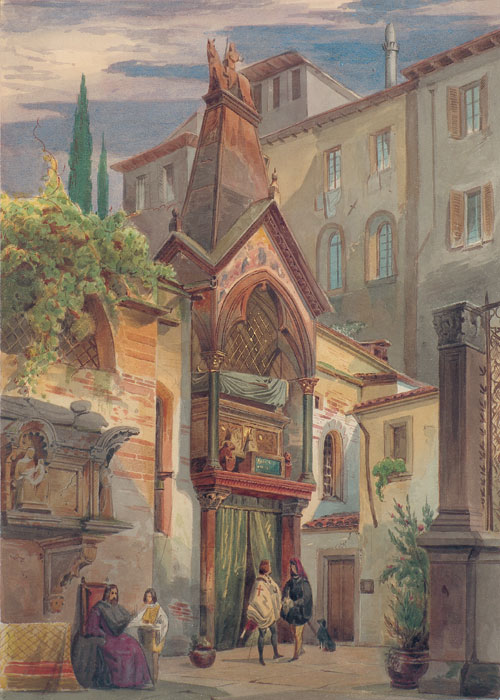
El espacio frente a la iglesia en 1845, antes de las obras de restauración de finales de siglo.

El edificio fue construido como lugar de oración para un monasterio femenino, fundado entre 744 y 745 por dos hermanas de origen germánico, Auctonda y Natalia, y adyacente a la Curtis Regia del Reino Lombardo. No se sabe mucho sobre este primer edificio; sin embargo, se conservan un fragmento de un ciborio reutilizado en la mampostería y un fragmento de un suelo de mosaico de azulejos blancos y negros.

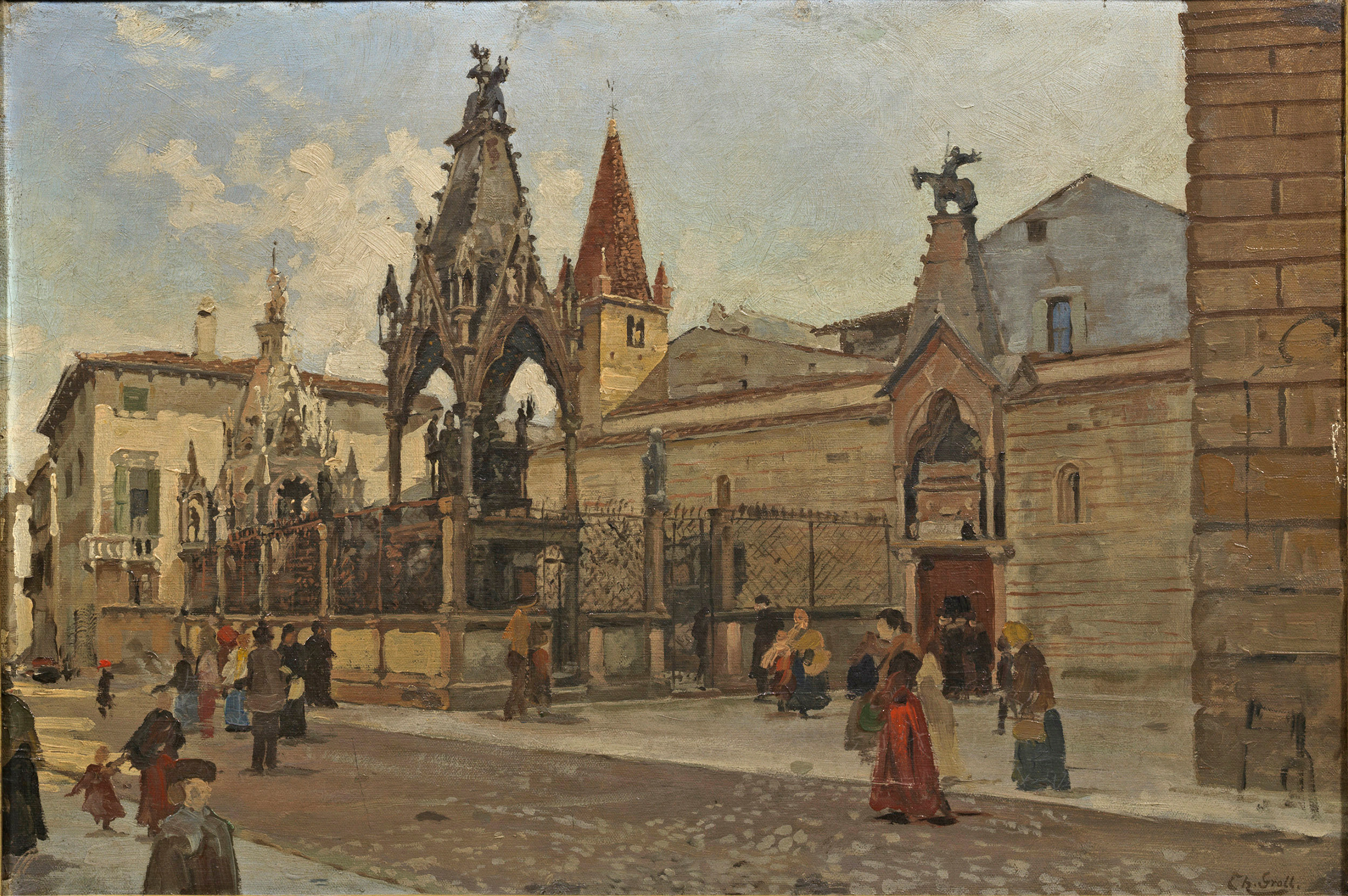
La iglesia después de la restauración a finales del

Un par de siglos después, en 929, el pontífice Juan X confió a la abadía de Santa María en Organo la jurisdicción sobre la pequeña iglesia, ya conocida con el nombre de «Antiqua»; así, en 1024, Inghelpert, abad de Santa María en Organo, instaló a quince clérigos bajo su dependencia en Santa María Antica, oficializando así el fin del monasterio femenino.
En el siglo XII fue reconstruida en estilo románico tras el catastrófico terremoto de 1117, que devastó Verona y dañó irreparablemente la iglesia lombarda. Las obras de reconstrucción fueron bastante rápidas y concluyeron dos o tres décadas antes de la consagración, que tuvo lugar el 11 de noviembre de 1185 por el patriarca de Aquilea Gotifredo.
Con el tiempo, alrededor de la iglesia creció una zona de cementerio bastante grande, creada después de la fundación de la iglesia pero particularmente activa en el siglo XI, tanto que durante las excavaciones arqueológicas modernas salieron a la luz alrededor de cincuenta enterramientos; este cementerio se desarrolló en el área perteneciente al monasterio, anteriormente utilizada para huertos y cultivos.
Sin embargo, desde el siglo XI hasta mediados del siglo XIV, este espacio abierto propiedad de Santa Maria Antica se hizo cada vez más pequeño y el área a su alrededor se transformó, particularmente durante el gobierno de los Scaligeri, durante el cual se construyó el adyacente palacio Cansignorio.
Así, en los siglos XIII y XIV, la iglesia fue utilizada por los Scaligeri como capilla familiar, a lo que siguió la construcción de una tumba monumental, las llamadas tumbas Scaligeri: en ellas se colocaron los sarcófagos de Mastino I della Scala, Alberto I, Bartolomeo I, Cangrande II, Bartolomeo II (quizás este último de Bailardo Nogarola) y los monumentales de Mastino II y Cansignorio, todos perfectamente conservados. El sarcófago de Cangrande I della Scala, el más famoso de los señores veroneses, se colocó como elemento culminante del portal lateral de entrada a la iglesia.
En la primera parte del siglo XVII el interior de la iglesia fue renovado en estilo barroco, sin embargo una restauración que tuvo lugar entre 1887 y 1908 previó la restitución del aspecto románico precedente eliminando los añadidos del siglo XVII: las obras fueron supervisadas por el abad Angelo Gottardi y además de la demolición de estuco y yeso, atribuida a 1630 por una fecha inscrita, implicaron la reconstrucción del interior siguiendo las huellas encontradas, aunque sin embargo algunas interpretaciones de estas podrían haber sido arbitrarias e incorrectas, tanto que la restauración fue muy controvertida.

## Descripción

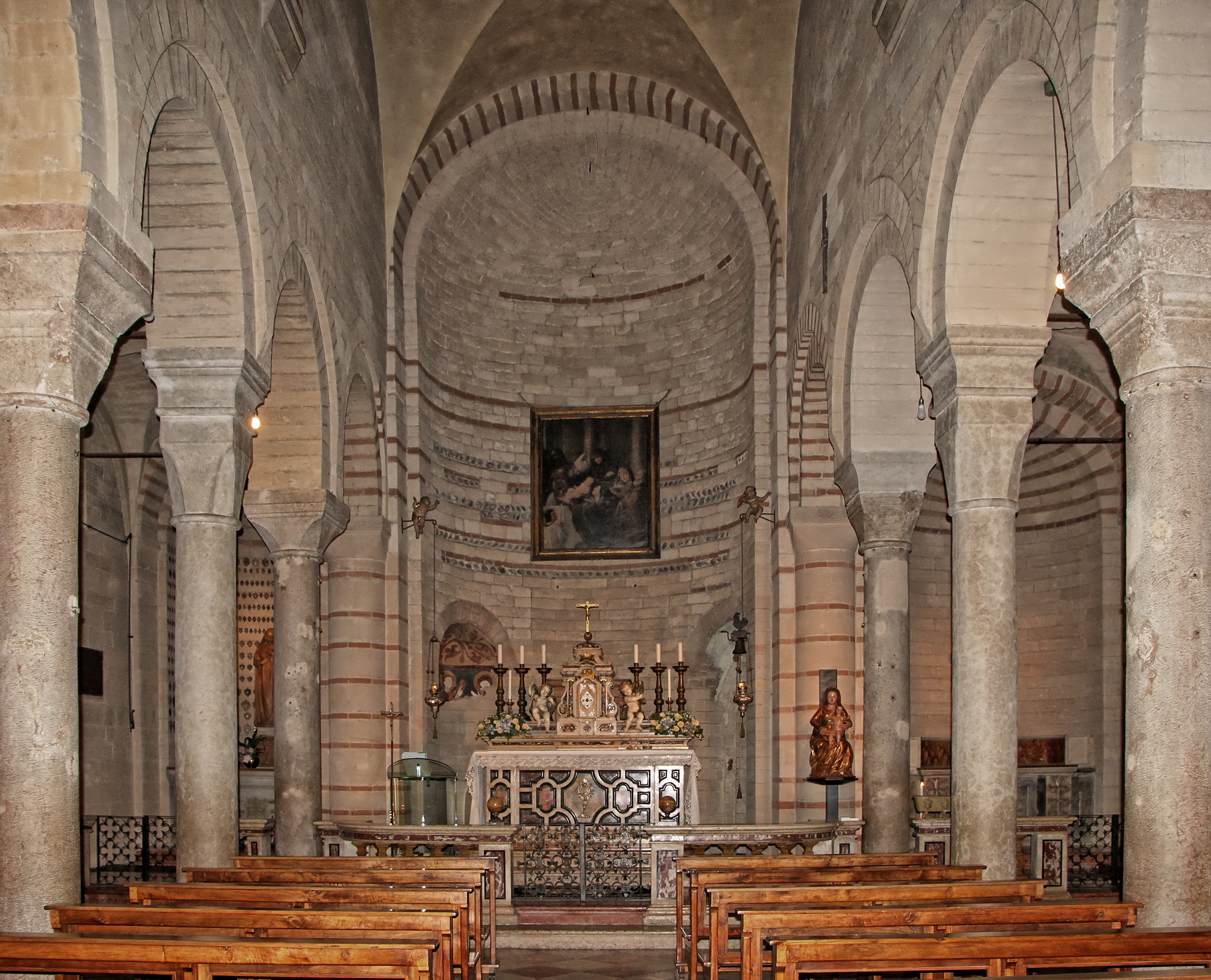
El interior de la iglesia.

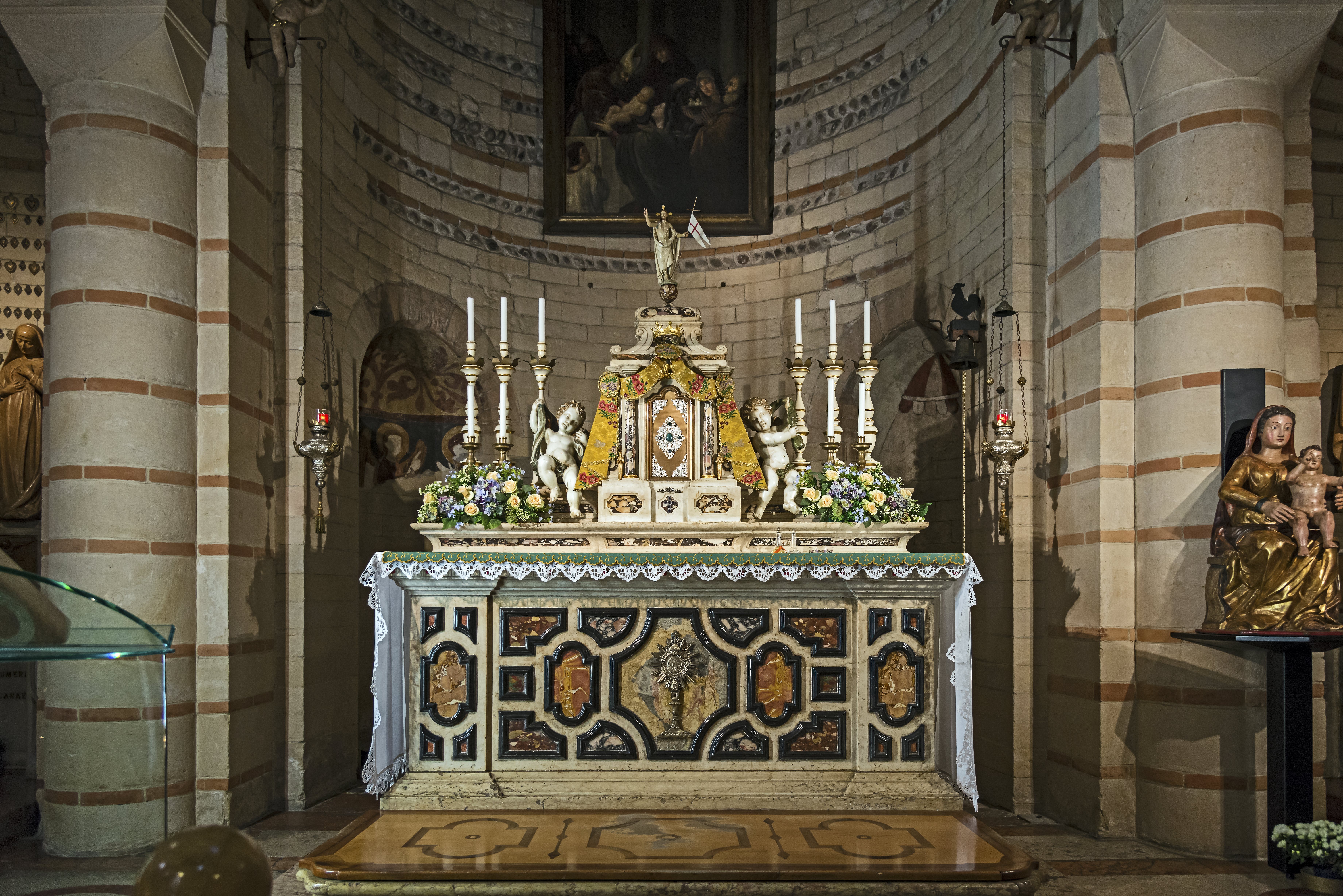
El altar mayor.

La iglesia está encerrada entre varios edificios, por lo que la fachada románica, con un portal central y ventanas abocinadas de una sola lanceta a los lados, es apenas visible. Sin embargo, el lado norte está más expuesto y, al igual que la fachada y el campanario, tiene el característico paramento de mampostería de la arquitectura románica veronesa, en hiladas alternas de sillares de toba y ladrillos. 
Además, la fachada lateral se divide en dos órdenes superpuestos que corresponden a la subdivisión interna en naves laterales más pequeñas y una nave central más grande, ambas coronadas por una cornisa de alero de piedra; a lo largo del orden inferior hay algunas ventanas abocinadas de una sola lanceta con saeteras abocinadas y el portal de entrada lateral, rematado por el arca monumental de Cangrande I della Scala. 
El sarcófago del señor veronés se encuentra dentro de un arco trilobulado y su cubierta está rematada por una estatua ecuestre del príncipe, obra atribuida a Giovanni di Rigino y considerada una obra maestra del siglo XIV.
El campanario, de planta cuadrada, se encuentra sobre el ábside principal y está cerrado en la parte superior por una cámara de campanas con ventanas geminadas divididas por pequeñas columnas caracterizadas por capiteles trapezoidales rematados por ábacos; la cámara está a su vez rematada por una cubierta cónica de terracota y cuatro pináculos en las esquinas.
El edificio tiene planta basilical con tres naves, separadas por dos filas de cinco columnas con capiteles de formas diversas, que se repiten de dos en dos: desprovistos de decoraciones animales o vegetales, son como grandes cubos ahusados hacia la base y rematados por una especie de cojín.
Las tres naves terminan con un último tramo elevado por dos escalones y protegido por una balaustrada, cada uno de los cuales termina en un ábside semicircular, siendo el central el de mayor tamaño. La nave central está cubierta por tres grandes bóvedas de crucería nervadas, las naves laterales por bóvedas de crucería puntuadas por arcos rebajados, mientras que los tres ábsides están cubiertos por cúpulas semiesféricas.
El espacio interior resulta especialmente sugerente gracias a la expresividad de la textura románica de los muros y a la tenue luz natural que se filtra a través de las estrechas rendijas que se abren a los lados de las naves menores. Entre las obras de arte presentes, cabe destacar el retablo del altar mayor que representa la Presentación de Jesús en el Templo, atribuido a Antonio Giarola.